# Къща музей „Фрида Кало“
Къщата музей „Фрида Кало“, известна и под името „Синята къща“ (La Casa Azul) поради кобалтово сините си стени, е историческа къща, а също така и музей на изкуството, посветен на живота и делото на мексиканската художничка. Намира се в квартал Койоакан в Мексико сити. Тази къща е собственост на семейството ѝ от 1904 година. Тя се ражда, твори и умира в нея. След смъртта през 1957 година съпругът ѝ Диего Ривера дарява къщата за музей в завещанието си. В нея се намират картини и на двамата, лични вещи, фотографии, книги и всичко е запазено почти така, както е било през 1950-те. Посещава се от около 25 000 души всеки месец. Адресът на музея е улица „Лондрес“ 247.
Къщата е с почти квадратна форма, стените са дебели, прозорците са тесни, оцветени в ярко зелено, с решетки. Всички стаи се отварят към вътрешния двор, което осигурява по-голяма безопасност. Конструкцията е такава, че стаите са винаги прохладни. Вътрешният двор е ограден от стени и от четирите страни. На една от стените има надпис „Фрида и Диего живяха тук от 1929 до 1954 година“. Всъщност Диего рядко живее в този дом, а и Фрида прекарва известно време в чужбина и в други къщи в Мексико сити, но надписът е част от легендата, създадена около името на мексиканската художничка.
В дома се пази и праха на Фрида, който се намира в урна с формата на нейното лице и е поставен в близост до леглото ѝ. В този дом от 1937 до 1939 година живее и съветският революционер Лев Троцки заедно с жена си Наталия Седовая. По-късно той се премества в съседна къща, където е убит, а къщата е превърната в музей на Лев Троцки.
В двете стаи на горния етаж, които са отворени за посетители, се намират последната спалня и студиото на Фрида. Тя се намира в крилото, което Ривера е построил. Оригиналните мебели все още са там. В единия ъгъл е изложен прахът ѝ в урна, която е заобиколена от погребална маска, някои лични вещи и огледала на тавана. На леглото ѝ е изрисуван гипсов корсет, който е била принудена да носи, за да поддържа увредения си гръбначен стълб, а под балдахина има огледало, обърнато надолу, което е използвала, за да рисува многобройните си автопортрети. В главата на леглото е нарисувано мъртво дете, а в краката - фотомонтаж на Йосиф Сталин, Владимир Ленин, Карл Маркс, Фридрих Енгелс и Мао Дзедун.